# Taenia saginata
Espèce
Taenia saginata est une espèce de ver plat de la classe des cestodes, parasite des bovidés (hôtes intermédiaires) et de l'homme (hôte définitif). Il est appelé taenia inerme en raison de l'absence de crochets sur son scolex, ténia du bœuf ou encore ver solitaire.
La contamination de l'homme se fait par ingestion de viande de bœuf pas assez cuite. La répartition de T. saginata est cosmopolite, dans toutes les régions d'élevage et de consommation de viande bovine.
La maladie provoquée par T. saginata est, de loin, la plus fréquente des taeniasis (téniase) en Europe. Il s'agit d'une maladie bénigne qui ne provoque pas de cysticercose humaine, à la différence du taenia du porc ou Taenia solium. 

## Morphologie

### Adultes

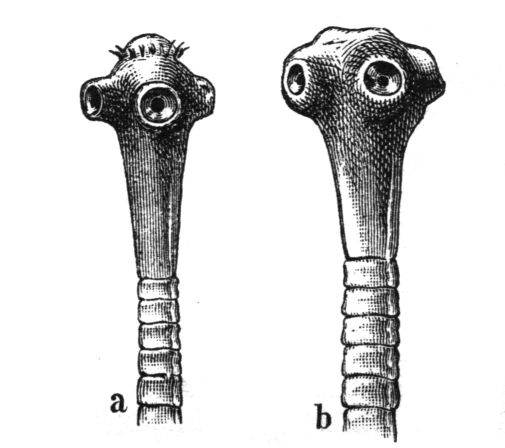
a : Taenia solium - b : Taenia saginata

Blanchâtre, le ver adulte se présente comme un long ruban de 4 à 10 m de long, comprenant une tête, un cou et des segments.
La tête de 2 mm de large est visible à œil nu, c'est le scolex piriforme (ou pyramide quadrangulaire), à quatre ventouses de fixation, une à chaque angle basal. La base de la pyramide est légèrement surélevée, mais ne porte ni rostre, ni crochets, à la différence du Taenia solium. Le Taenia saginata est dit inerme (non armé).
Le cou est une partie embryonnaire non segmentée, mesurant quelques mm.
Le corps ou strobile est constitué de segments successifs, les anneaux ou proglottis, au nombre de 1 000 à 2 000 selon la longueur du corps. Les nouveaux premiers anneaux qui se forment à la base du cou sont immatures, sans traces d'organisation ; ils mûrissent en trois mois environ, en s'éloignant de la tête avec apparition d'organes génitaux. Les anneaux portent un pore génital latéral dont la répartition le long de la chaîne est irrégulièrement alterne.
Les anneaux sont hermaphrodites : les premiers anneaux mûrs sont d'abord mâles pour devenir femelles par la suite, réalisant un phénomène de protérandrie ou hermaphrodisme successif.
Les anneaux femelles contiennent un utérus allongé d'abord simple. Quand les œufs fécondés s'y accumulent, l'utérus se distend, faute d'orifice de ponte, en présentant des diverticules latéraux au nombre de 25-30 de chaque côté. Cet utérus très ramifié de T. saginata le distingue du peu ramifié de T. solium. 
En bout de chaîne, les anneaux gravides, plus longs que larges, mesurent 18 sur 5 mm. Ce ne sont plus que des sacs bourrés d'œufs. 
La longévité de l'adulte, sans traitement, est de 4 à 5 ans au moins, jusqu'à 20 ans voire 35 ans.

### Œufs
Les œufs ont une coque externe, lâche, mince et fragile, transparente, de grande dimension, dans laquelle flotte un embryophore plus petit, à peu près sphérique de 30 à 40 microns de diamètre, à coque épaisse radiée, contenant l'embryon.
Cet embryon est déjà parfaitement formé. Il est dit hexacanthe, car il porte six crochets larvaires en trois paires.

## Biologie

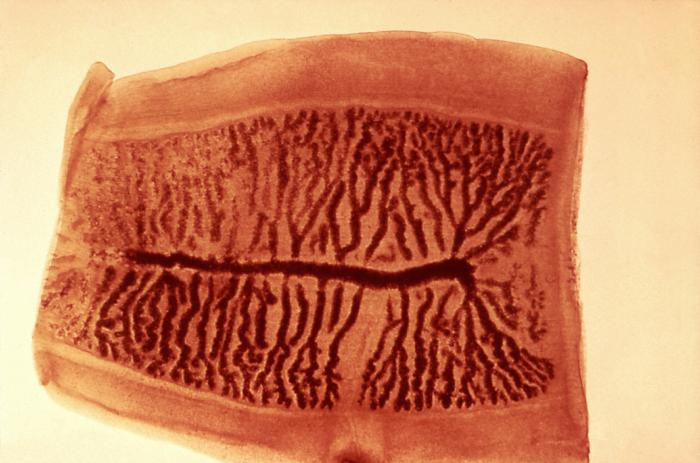
Photomicrographie d'un anneau gravide de T. saginata montrant l'utérus très ramifié en diverticules latéraux.

Le T. Saginata adulte habite normalement l'intestin de l'homme. Presque toujours solitaire (immunité dite « de préséance », ou qui semble conférer une immunité contre une surinfestation), l'adulte est fixé à la muqueuse duodénale par son scolex, le reste du corps étant dans la lumière de l'intestin grêle.
Les anneaux gravides ou cucurbitains se détachent isolément, un par un, de la chaîne. Mobiles, ils gagnent le milieu extérieur en franchissant activement le sphincter anal, avec ou en dehors des selles. Ils peuvent être découverts le soir dans le linge de corps, ou le matin dans les draps.
Dans la nature (latrines, boues d'épuration, épandage, etc.), ces anneaux dispersés se désagrègent et libèrent des milliers d'embryophores infectieux qui souillent la terre et la pâture, pour être ingérés par des bovidés. Arrivé dans l'intestin du bœuf (hôte intermédiaire), l'embryon hexacanthe, libéré par la digestion, perfore la paroi et, par voie sanguine, gagne le tissu musculaire où il se vésicule et s'enkyste, donnant le cysticerque (Cysticercus bovis).

En 3 ou 4 mois, le cysticerque murit pour devenir infestant. Il se compose alors d'une vésicule remplie de liquide clair, de 5 à 10 mm, où se trouve un scolex (tête de tænia) invaginé à l'intérieur. Sa durée de vie est en moyenne de 20 à 30 mois, puis il se calcifie,.
C'est en consommant la viande de bœuf parasitée (présence de cysticerque vivant), crue ou peu cuite, que l'homme s'infecte. Libéré dans le duodénum, le cysticerque dévagine son scolex (retroussé comme une chaussette) qui se fixe à la paroi et commence à bourgeonner sa chaîne. Les premiers anneaux apparaissent dans les selles 2 à 3 mois après le repas infectant.
L'auto-infestation par les anneaux ou les œufs est impossible pour l'homme, contrairement à Taenia solium.

## Épidémiologie humaine
La répartition de T. saginata est cosmopolite, liée aux conditions environnementales et aux habitudes alimentaires (consommation de viande bovine crue ou peu cuite).
Les données concernant les infestations à T. saginata sont rares et éparses. Celles-ci ne font pas l'objet de déclaration et sont peu surveillées, au vu de la bénignité de la maladie. Parmi les données existantes, la prévalence de l'affection est parfois estimée à partir de la vente de médicaments anthelminthiques.
Les porteurs de T. saginata ne constituent pas en eux-mêmes un problème de santé publique, mais cette situation maintient le cycle parasitaire chez les bovins, ce qui pose des problèmes de coûts pour l'industrie de la viande, à cause de la cysticercose bovine.

### Europe
Selon une étude britannique, plus de 98 % des cas de téniase au Royaume-Uni sont dus à T. Saginata. Le nombre de cas annuels a été estimé à 11 000 cas en Belgique et 64 000 en France. Pour l'ensemble de l'Europe, cela représenterait environ un demi-million de personnes chaque année.
La prévalence estimée en Europe occidentale varie de 0,02 à 0,67 % de la population, la plus forte se trouvant en Allemagne et en Belgique, et la plus faible au Danemark et en Italie. En France, une étude basée sur la quantification des œufs de T. Saginata dans les eaux usées de la zone urbaine de Caen, en a déduit une prévalence de 1,5 à 2,7 % dans la population locale (1987-1989).
En Europe de l'Est, la prévalence est évaluée, pour les données publiées durant la période (1990-2017), de 0 à 4,9 %, les taux les plus élevés se trouvant en Slovaquie et en Roumanie.

### Reste du monde
Aux Amériques, T. saginata est largement répandu, avec une prévalence variant de 0,04 à 8,8 %, le taux le plus élevé se situant au Texas. La grande prévalence de T. saginata dans des régions développées indique que l'élimination de ce parasite pourrait être très difficile.
En Afrique, l'affection est largement répandue, mais mal étudiée, car considérée comme un problème mineur de santé publique. Les études basées sur le seul examen microscopique indiquent une prévalence de 0,2 à 8,1 %, tandis que celles basées sur l'examen des latrines montrent la présence d'œufs de T. saginata jusqu'à plus de 40 % d'entre elles.
La situation de l'Asie est particulière, en ce sens qu'il y a débat pour savoir si le T. saginata asiatique est une sous-espèce (T. saginata asiatica) ou une espèce différente (T. asiatica). Les deux sont morphologiquement identiques, mais génétiquement différentes. T. asiatica se distingue de T. saginata en ayant aussi le porc comme hôte intermédiaire.

## Clinique
Le téniasis à T. saginata est une maladie bénigne, le plus souvent asymptomatique, ou très insidieuse et peu spécifique.
Les éventuels signes digestifs sont plus souvent présents lors de la phase de maturation du ver (les trois premiers mois) : troubles de l'appétit (boulimie ou anorexie), nausées, vomissements, amaigrissement (association paradoxale de boulimie et d'amaigrissement), crampes abdominales, alternance de diarrhée et de constipation. Ces troubles tendent à s'atténuer lors de l'émission par l'anus des premiers anneaux, lorsque le ver est arrivé à maturité.
Les symptômes extra-digestifs sont plus rares, variés et d'origine mal comprise (allergique, toxique, réflexe, etc.). Les troubles cutanés d'allure allergique sont le prurit ou l'urticaire. Il peut aussi exister des troubles nerveux (troubles du caractère, du comportement, du sommeil), cardiovasculaires (palpitations)  et des manifestations respiratoires,.
Durant la phase de maturation du ver, la formule sanguine peut montrer une hyperéosinophilie modérée, ou pouvant atteindre 5 000 cellules par mm3.
Chez la femme enceinte, la présence d'un T. saginata peut provoquer les troubles variés précédents, mais sans retentissement sur le fœtus.

## Diagnostic
Le diagnostic est habituellement fait par le patient, lors de la découverte, dans ses sous-vêtements ou ses draps, d'anneaux de T. saginata. Ils ont l'aspect de nouille blanche, opaque, plate, grossièrement rectangulaire, de 2,5 cm de long sur 0,7 cm de large et de 1 mm d'épaisseur. En se desséchant, l'anneau devient plus petit, jaunâtre et racorni.
Le diagnostic peut être confirmé à partir d'un scotch-test anal qui consiste à appliquer une bande de cellophane adhésive sur la marge de l'anus, qui est ensuite collée sur une lame de verre et examinée au microscope, pour y retrouver des œufs de T. saginata.
De même l'examen parasitologique des selles permet d'identifier les embryons hexacanthes.

## Traitement
Le niclosamide a été longtemps le traitement de premier choix des infestations par vers de type Tænia, mais le mode de prise est compliqué : il faut être à jeun, mâcher longuement les comprimés avant de les avaler avec très peu d'eau, recommencer une heure après, et rester encore à jeun trois heures après la dernière prise,.
Le traitement de référence tend à être le praziquantel en prise unique, beaucoup plus simple,. Dans tous les cas, un examen parasitologique des selles de contrôle est réalisé 2 à 4 semaines après la cure.
Les graines de courge constituent un vermifuge reconnu, en particulier pour la femme enceinte.
La prophylaxie consiste à bien cuire la viande de bœuf. L'éducation sanitaire est essentielle (hygiène alimentaire et des toilettes).